# Gaston Crommen
Gaston Crommen (Gent 11 juli 1897 - Sint-Martens-Latem 22 januari 1970), ook bekend als G. Werkers en Jan Arduin, was een Belgisch onderwijzer, journalist, auteur en politicus voor de BWP en later de BSP. 

## Levensloop
Gaston Crommen was de zoon van de Gentse socialistische propagandist Achiel Crommen. Hij behaalde zijn diploma van onderwijzer in 1915 aan de Rijksnormaalschool in Gent. Hij was pas achttien toen hij verhalen begon te schrijven voor het dagblad Vooruit, eerst onder de schuilnaam G. Werkers, later onder die van Jan Arduin. Verder schreef hij ook gedichten, novellen en toneelstukken. De opvoering van zijn toneelstuk Naar een nieuw leven kreeg veel negatieve kritiek omdat het te belerend werd bevonden. 
Crommen was lid van de BWP en, na het onderwijzerschap te hebben opgegeven, werd hij vanaf 1927 journalist en redacteur van de dagblad Vooruit. Samen met Richard Minne gaf hij ook het socialistisch humoristisch weekblad Koekoek uit (1931-1935). Hij verbleef in die jaren vaak in Sint-Martens-Latem, waar hij een buitenverblijf had, in de nabijheid van de woning van Minne. De daaropvolgende jaren schreef hij speelse kroniekjes in de Vooruit. 
Tevens werd hij gemeenteraadslid van Ledeberg (1926-1961) en later burgemeester van die gemeente (1933-1946), met uitzondering van de oorlogsjaren. De socialisten hadden na de Eerste Wereldoorlog, onder de leiding van burgemeester Polydore De Visch (1878-1930), de meerderheid in Ledeberg veroverd. Maar na de verkiezingen van 1926 kwamen ze in de oppositie terecht. In 1932 leidde Crommen de socialistische kieslijst naar een overwinning en werd hij de tweede socialistische burgemeester van Ledeberg. Hij vervulde deze functie tot mei 1940. Hij vluchtte toen naar Frankrijk en bij zijn terugkeer werd hij op last van de Duitse bezetter geschorst en vervolgens afgezet. Hij hernam zijn ambt bij de bevrijding en tot 31 december 1946. Tijdens de oorlog trad Crommen toe tot het socialistische verzet in Gent en was vooral actief in de sluikpers, met name De Socialistische Strijd en De Werker. Vanaf eind 1942  bereidde hij, samen met Arthur De Sweemer en Emiel Vergeylen de heruitgave voor van Vooruit. Ze waren klaar zodat het blad op 6 september 1944 weer verscheen. Na de Tweede Wereldoorlog werd hij hoofdredacteur (1944-1947) en later politiek directeur (1947-1961) van het dagblad.
Hij was senator voor het arrondissement Gent-Eeklo van 1946 tot 1968. Hij werd secretaris van de senaat (1953) en ondervoorzitter (1958). In 1957 werd hij lid van het Benelux-parlement, waarvan hij in 1965 ondervoorzitter en in 1966 voorzitter was.
In Ledeberg, nu een deelgemeente van Gent, is er een Gaston Crommenlaan.